# Kipipyare
Kipipyare är ett berg i Kenya.   Det ligger i länet Nyandarua, i den centrala delen av landet, 100 km norr om huvudstaden Nairobi. Toppen på Kipipyare är 3 331 meter över havet. Kipipyare ingår i Aberdare Range.
Terrängen runt Kipipyare är kuperad åt sydväst, men åt nordost är den bergig. Runt Kipipyare är det ganska tätbefolkat, med 214 invånare per kvadratkilometer. I omgivningarna runt Kipipyare växer huvudsakligen savannskog.